# あづま橋
あづま橋（あづまばし）は、福島県福島市にある道路橋である。

## 概要
- 全長…207.7 m
- 幅員…10.4 m

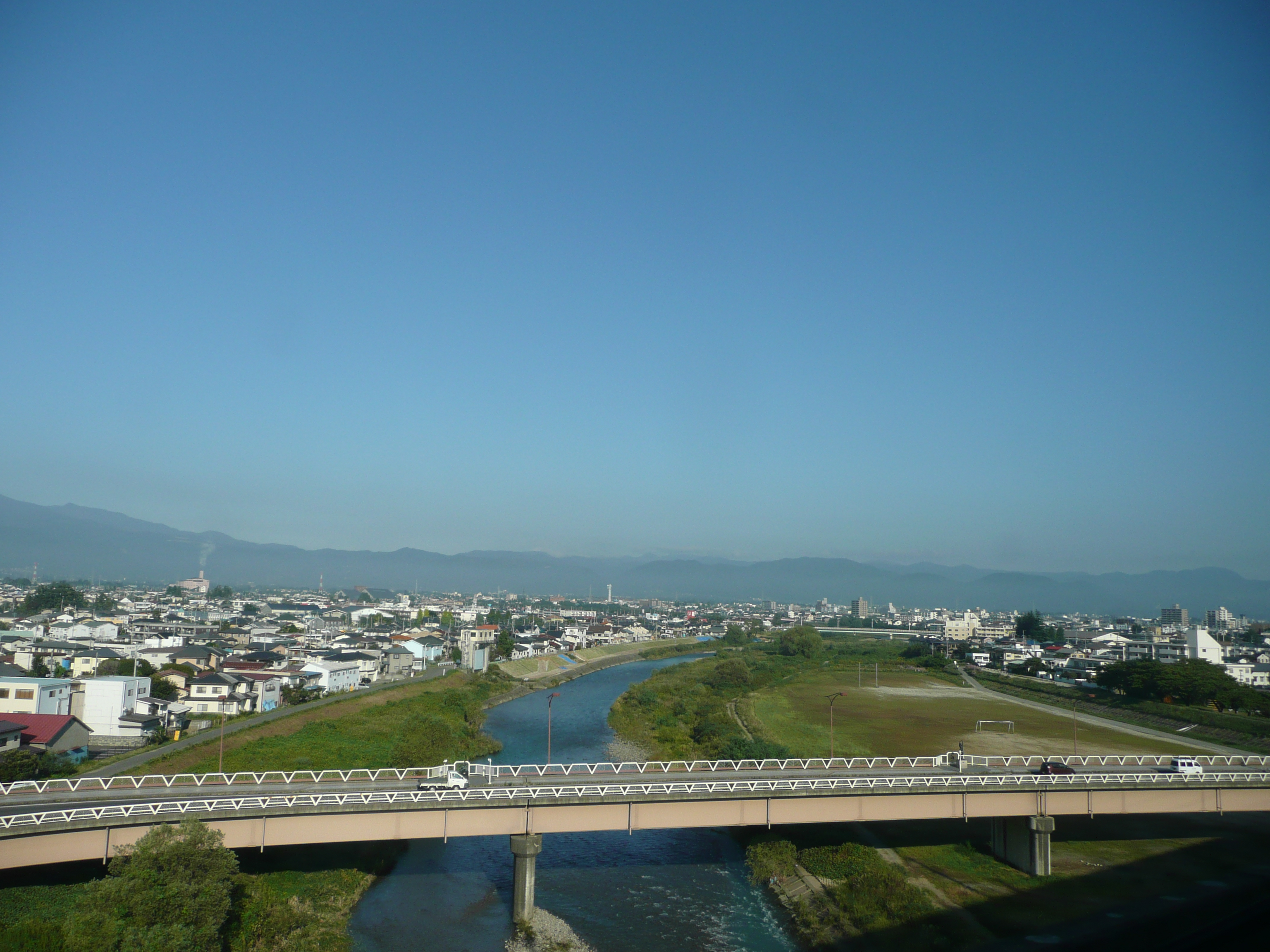
東北新幹線橋梁から見たあづま橋

- 形式…単純合成曲線鋼箱桁橋・3径間連続合成鋼鈑桁橋[1]
- 開通…1988年（昭和63年）4月[2]

JR福島駅西口繁華街の南側で一級河川阿武隈川水系荒川を渡り、福島市道方木田太田町線を通す。南詰は福島市方木田字葉ノ木立、北詰は福島市矢剣町に位置する。南詰では市道南町佐倉下線（旧土湯街道）と接続し、北詰では片側1車線対面通行の当市道が、東北新幹線高架橋を挟み片側2車線の上下線へと分離する。福島駅西口と国道115号福島西バイパスや南福島駅方面を繋ぐ役割を果たしている。
歩道は下り線側（西側）のみに整備されており、福島市市制80周年記念事業として1987年（昭和62年）度に始まった「彫刻のあるまちづくり」の一環として、橋本堅太郎作「流光」、土田福正作「光の中に」、佐々木直哉作「MIKU」の3基の裸婦像が設置されており、夜間にはライトアップもされる。また、欄干には福島市の鳥に制定されているシジュウカラがデザインされている。橋上西側へは高層建築などに遮られることなく吾妻連峰の山並みが大きく広がり眺望に優れる。
北詰の橋梁下の河川敷には荒川運動公園のグラウンドが広がっている。また、南詰の取付部は堤防と旧土湯街道との交差点との高低差のためにS字にカーブを描く形になっており、建設残地は葉ノ木立緑地公園として整備されている。

## 周辺
- 福島ガス
- 荒川緑地
- 大山祇神社

## 隣の橋
- 荒川

（上流） - 上八木田橋 - 八木田橋 - あづま橋 - 東北新幹線須川橋梁 - 東北本線須川橋梁 - （下流）